# Kolbanargjógv
Kolbanargjógv (dánul: Koldbensgjov) település Feröer Eysturoy nevű szigetén. Közigazgatásilag Sjóv községhez tartozik.

## Földrajz
A település a sziget nyugati partjának déli részén fekszik.

## Népesség
| Év          | Lakosság |
| ----------- | -------- |
| 1986.01.01. | 40       |
| 1991.01.01. | 36       |
| 1996.01.01. | 34       |
| 2001.01.01. | 34       |
| 2006.01.01. | 35       |

## Közlekedés
Morskranesből észak felé Selatrað, dél felé Strendur érhető el közúton. A települést érinti a 482-es buszjárat.

### Külső hivatkozások
- faroeislands.dk – fényképek és leírás (angol)
- Kolbanargjógv, Visit Eysturoy (feröeri, angol)
- Panorámakép a domboldalból[halott link] (dán)
- Kolbanargjógv, fallingrain.com (angol)